# Buddy Baker
Norman Dale Baker, anomenat « Buddy Baker » (Springfield, Missouri, Estats Units, 4 de gener de 1918- Sherman Oaks, Califòrnia, Estats Units, 26 de juliol de 2002)) va ser un compositor estatunidenc.
Va treballar en diverses pel·lícules i atraccions Disney.

## Biografia
Nascut el 4 de gener de 1918 a Springfield (Missouri), estudia música i n'obté un doctorat a la Southwest Baptist University.
En els anys 1930, comença una carrera de trompetista en diverses formacions al costat de Harry James, Kay Kyser i Stan Kenton. Compon també músiques per a emissions de televisió com The Jack Benny Show.
El 1955, entra alsEstudis Disney per compondre amb George Bruns la música de la sèrie Davy Crockett.
A partir del començament dels anys 1960, s'especialitza en músiques d'atraccions al si de WED Entreprises, començant per las de la Fira internacional de Nova York 1964-1965.
Compon les músiques de Haunted Mansion, Universe of Energy, The American Adventure, World of Moció, Wonders of China, Kitchen Kabaret, Listen to the Land i Impressions of France. Per a Haunted Mansion, ha compost la música de Grim Grinning Ghosts , amb lletra de X Atention.
Es va jubilar de compositor el 1983 i és considerat com l'últim integrant d'un gran estudi, després els compositors són essencialment independents i treballen per a objectius.
Segueix tanmateix una carrera de director d'orquestra al si del programa de la Southwest Baptist University, i també per a atraccions de Disney, com Innoventions a Disneyland, Many Adventures of Winnie the Pooh al Magic Kingdom i Seven Voyages of Sinbad alTòquio DisneySea.

## Filmografia
Filmografia:

### Compositor
- 1955: The Mickey Mouse Club 3 episodis,
- 1956: I'm No Fool in Water
- 1956: I'm No Fool as a Pedestrian
- 1957 a 1980: Disneyland 42 episodis
- 1959: Disneyland '59 TV
- 1960: Toby Tyler
- 1961: Donald and the Wheel
- 1961: The Litterbug
- 1961: Aquamania
- 1963: Johnny Shiloh TV
- 1963: Summer Magic
- 1964: A Tiger Walks
- 1965: Kilroy (telefilm)
- 1965: The Monkey's Uncle
- 1967: The Gnome-Mobile
- 1969: Guns in the Heather
- 1969: Rascal
- 1969: My Dog, the Thief TV
- 1970: King of the Grizzlies
- 1970: Menace on the Mountain TV
- 1971: Project Florida
- 1972: Napoleon and Samantha
- 1972: Run, Cougar, Run
- 1972: The Magic of Walt Disney World
- 1973: Charley and the Angel
- 1973: Superdad
- 1974: Carlo, the Sierra Coyote TV
- 1974: The Bears and I
- 1974: Return of the Big Cat TV
- 1975: The Footloose Goose TV
- 1975: The Apple Dumpling Gang
- 1975: The Best of Walt Disney's True-Life Adventures
- 1976: Treasure of Matecumbe
- 1978: Trail of Danger TV
- 1978: Hot Lead and Cold Feet
- 1979: The Apple Dumpling Gang Rides Again
- 1980: The Kids Who Knew Too Much TV
- 1981: The Fox and the Hound
- 1982: Impressions of France
- 1987: The Puppetoon Movie
- 1990: Forgotten Heroes

## Nominacions
- Oscar a la millor banda sonora per Napoleon and Samantha (1972)[6]
- Disney Legends, el 1998.[1][2]